# Caenolestes fuliginosus
L'opossum toporagno scuro (Caenolestes fuliginosus Tomes, 1863) è un marsupiale americano della famiglia Caenolestidae.

## Descrizione
Mostra dimorfismo sessuale, con le femmine notevolmente più piccole. Il peso dei maschi varia tra 25 e 41 g, quello delle femmine tra 16,5 e 22,5 g; la lunghezza del corpo, testa compresa, è tra 9 e 14 cm. Il pelo, soffice e folto, varia dal marrone scuro a quasi nero sul dorso, mentre è nettamente più chiaro nella regione ventrale. La coda è quasi nuda. Il muso è lungo e appuntito, gli occhi piccoli e poco acuti, le orecchie rotonde. Le femmine sono prive di marsupio.

## Distribuzione e habitat

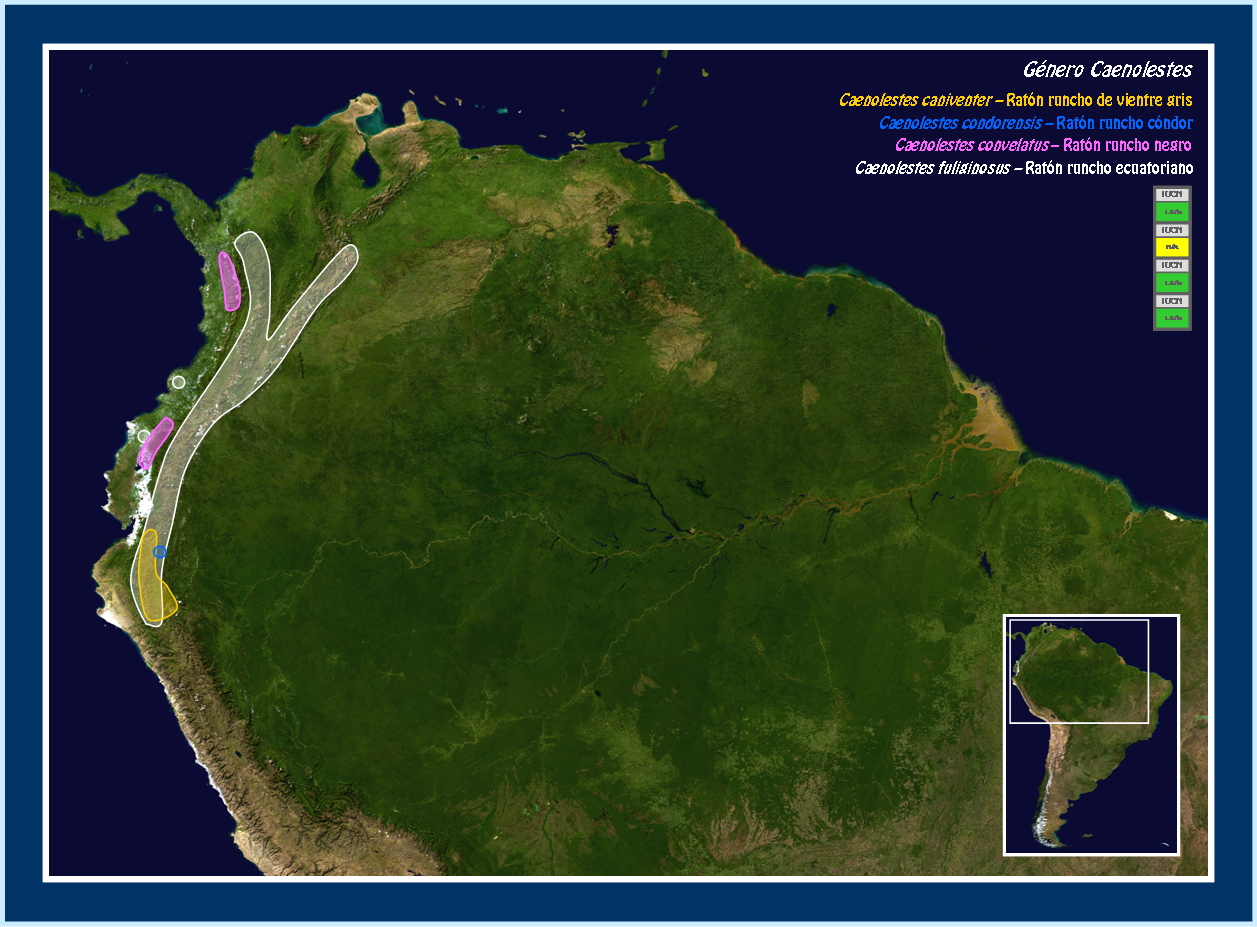
Areale (in bianco) di C. fuliginosus

Vive in boschi e praterie umide delle Ande, in aree di fitta vegetazione nella quale si sposta scavando tunnel. L'areale comprende zone della Colombia, dell'Ecuador e del nordest del Venezuela.

## Biologia
Le abitudini sono poco note: si ritiene che sia prevalentemente notturno. La dieta comprende insetti, vermi e anche piccoli vertebrati e semi.  Dotato di vista debole, nella ricerca del cibo usa soprattutto l'olfatto e l'udito, che sono molto sviluppati, oltre alle sensibili vibrisse.

## Sistematica
Comprende tre sottospecie:
- Caenolestes fuliginosus centralis
- Caenolestes fuliginosus fuliginosus
- Caenolestes fuliginosus obscurus

## Conservazione
La IUCN red list classifica questa specie come a basso rischio di estinzione.